# Тодор Геров
Тодор Геров е български юрист и революционер от Македония, деец на Вътрешната македоно-одринска революционна организация.

## Биография
Тодор Геров е роден в 1885 или в 1886 година в Тетово, тогава в Османската империя. Става деец на ВМОРО. В 1907 година завършва право в Загребския университет.
След Първата световна война Геров е виден деец на македонската емиграция в България. Представител е на Тетовско-Гостиварското братство на Учредителния събор на Съюза на македонските емигрантски организации, проведен в София от 22 до 25 ноември 1918 година.
В 1934 година Тодор Геров издава книгата „При Шаръ. Исторически бележки отъ преди 1000 години до края на миналия вѣкъ и спомени отъ гр. Тетово – Македония“ – ценно краеведско изследване за родния му край Тетовско.
Умира в 1956 година в София.